# Janova Lehota
Janova Lehota – wieś (obec) na Słowacji położona w kraju bańskobystrzyckim, w powiecie Żar nad Hronem. Pierwsze wzmianki o miejscowości pochodzą z roku 1487. 
Według danych z dnia 31 grudnia 2012, wieś zamieszkiwało 916 osób, w tym 463 kobiety i 453 mężczyzn.
W 2001 roku rozkład populacji względem narodowości i przynależności etnicznej wyglądał następująco:
- Słowacy – 93,76%
- Czesi – 1,06%
- Niemcy – 2,35%
- Polacy – 0,12%
- Romowie – 0,59%
- Rusini – 0,71%
- Ukraińcy – 1,29%

Ze względu na wyznawaną religię struktura mieszkańców kształtowała się w 2001 roku następująco:
- Katolicy rzymscy – 80,47%
- Grekokatolicy – 1,06%
- Ewangelicy – 3,41%
- Prawosławni – 1,18%
- Ateiści – 11,29%
- Nie podano – 2,47%